# National Women's Rights Convention
A Convenção Nacional dos Direitos das Mulheres (em inglês: National Women's Rights Convention) foi uma série anual de reuniões que aumentou a visibilidade do primeiro movimento pelos direitos das mulheres nos Estados Unidos. Realizada pela primeira vez em 1850 em Worcester, Massachusetts, a Convenção Nacional dos Direitos das Mulheres combinou liderança feminina e masculina e atraiu uma ampla base de apoio, incluindo defensores da temperança e abolicionistas.
Foram proferidos discursos sobre temas como igualdade de salários, ampliação de oportunidades de educação e carreira, direitos de propriedade das mulheres, reforma do casamento e temperança. A principal das preocupações discutidas na convenção foi a aprovação de leis que dariam às mulheres o direito ao voto.

## Antecedentes

### Convenção de Seneca Falls

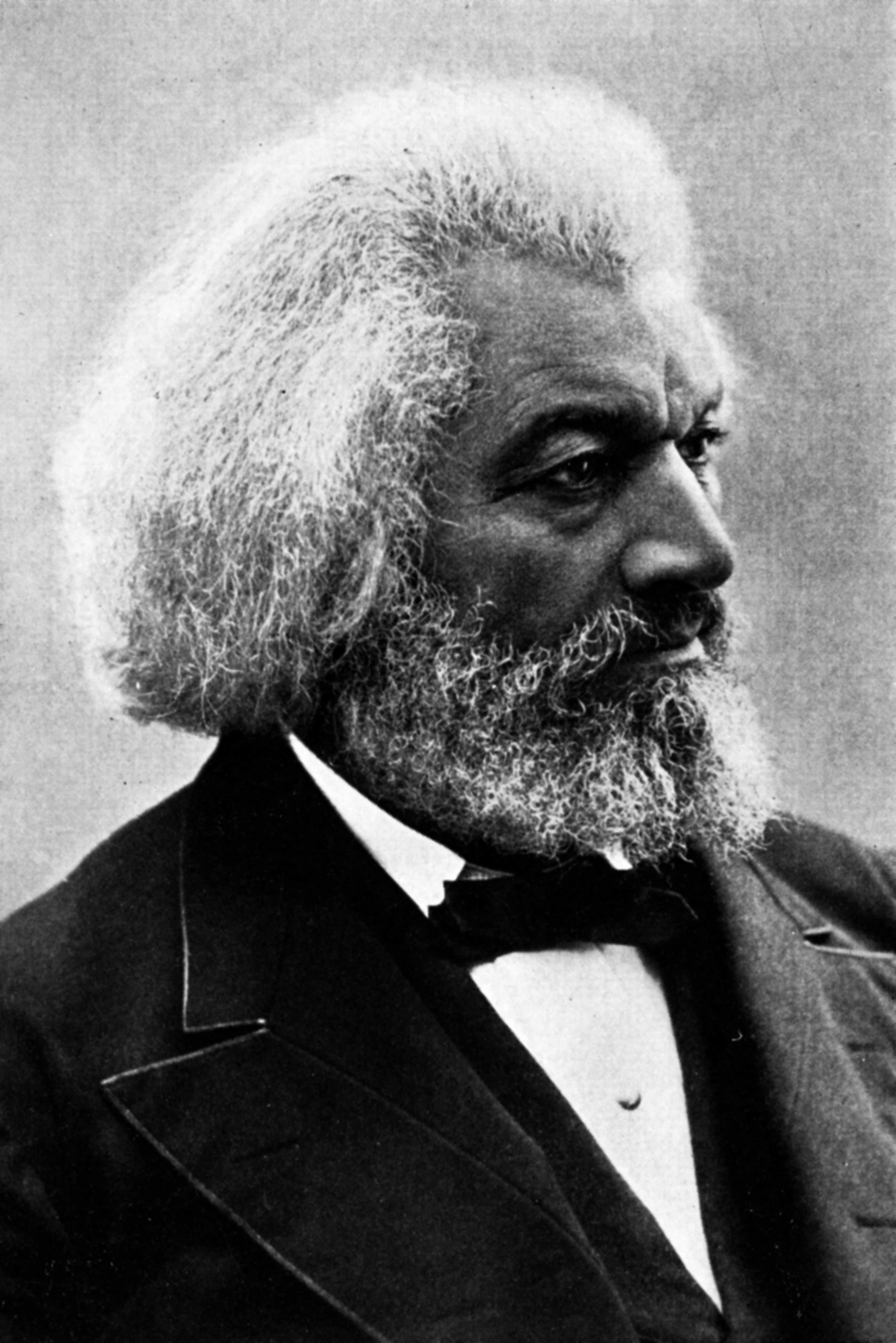
Frederick Douglass era fortemente a favor do direito das mulheres ao voto

Em 1840, Lucretia Mott e Elizabeth Cady Stanton viajaram com seus maridos para Londres para a primeira Convenção Mundial Antiescravidão, mas não foram autorizadas a participar por serem mulheres. Mott e Stanton tornaram-se amigos lá e concordaram em organizar uma convenção para promover a causa dos direitos das mulheres. Somente no verão de 1848 é que Mott, Stanton e três outras mulheres organizaram a Convenção de Seneca Falls, a primeira convenção dos direitos das mulheres. Estiveram presentes cerca de 300 pessoas durante dois dias, incluindo cerca de 40 homens. A resolução sobre o tema do voto para as mulheres causou dissensão até que Frederick Douglass subiu à plataforma com um discurso apaixonado a favor de uma declaração de sufrágio dentro da proposta Declaração de Sentimentos. Cem dos participantes assinaram posteriormente a Declaração.

### Outras primeiras convenções sobre os direitos das mulheres
Os signatários da Declaração esperavam que "uma série de Convenções, abrangendo todas as partes do país" seguissem a sua própria reunião. Por causa da fama e do poder de atração de Lucretia Mott, que não visitaria a área do norte do estado de Nova Iorque por muito mais tempo, alguns dos participantes de Seneca Falls organizaram outro encontro regional duas semanas depois, a Convenção dos Direitos da Mulher de Rochester de 1848, apresentando muitos dos mesmos alto-falantes. A primeira convenção sobre os direitos das mulheres organizada em todo o estado foi a Convenção das Mulheres de Ohio, em Salem, em 1850.

### Planejamento

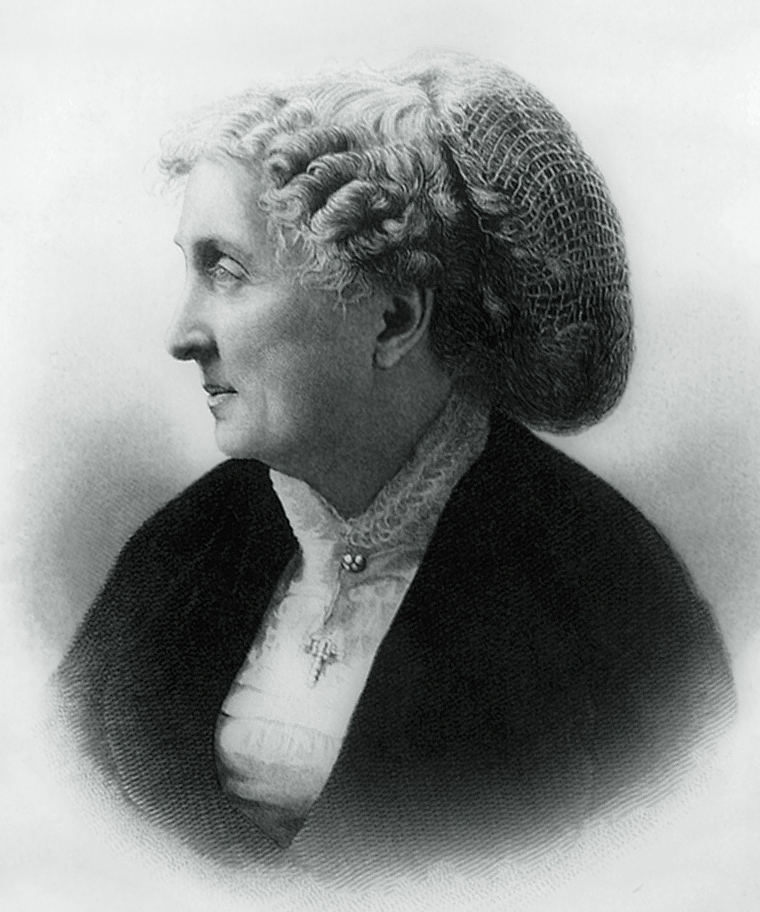
Paulina Kellogg Wright Davis ajudou a organizar e presidiu as duas primeiras convenções e foi presidente do Comitê Central durante a maior parte da década

Em abril de 1850, as mulheres de Ohio realizaram uma convenção para começar a solicitar sua convenção constitucional pela igualdade de direitos legais e políticos das mulheres. Lucy Stone, que fez campanha pelos direitos das mulheres quando era estudante no Oberlin College de Ohio e começou a dar palestras sobre os direitos das mulheres depois de se formar em 1847, escreveu aos organizadores de Ohio prometendo que Massachusetts seguiria seu exemplo.
No final da Convenção Antiescravidão da Nova Inglaterra, em 30 de maio de 1850, foi feito um anúncio de que seria realizada uma reunião para considerar a realização de uma convenção sobre os direitos da mulher. Naquela noite, Paulina Kellogg Wright Davis presidiu uma grande reunião no Melodeon Hall de Boston, enquanto Lucy Stone atuou como secretária. Stone, Henry C. Wright, William Lloyd Garrison e Samuel Brooke falaram da necessidade de tal convenção. Garrison, cujo nome encabeçou a primeira petição pelo sufrágio feminino enviada à legislatura de Massachusetts no ano anterior, disse: "Eu concebo que a primeira coisa a ser feita pelas mulheres deste país é exigir sua emancipação política. Entre as 'verdades evidentes' anunciadas na Declaração de Independência é esta – 'Todo governo obtém seu justo poder do consentimento dos governados.'" A reunião decidiu convocar uma convenção e definir Worcester, Massachusetts, como o local e 16 de outubro e 17 de 1850, como data. Nomeou Davis, Stone, Abby Kelley Foster, Harriot Kezia Hunt, Eliza J. Kenney, Dora Taft e Eliza H. Taft como um comitê de arranjos, com Davis e Stone como o comitê de correspondência.
Davis e Stone pediram a William Elder, um médico aposentado da Filadélfia, que redigisse a convocatória da convenção enquanto eles se preparavam para garantir assinaturas e alinhar oradores. “Precisamos de todas as mulheres que estão acostumadas a falar em público – de cada pedaço de madeira que seja sólido”, escreveu Stone a Antoinette Brown, uma colega estudante de Oberlin que estava se preparando para o ministério. Na lista de contato de Davis estava Elizabeth Cady Stanton, que enviou suas desculpas junto com uma carta de apoio e um discurso para ser lido em seu nome. Stanton desejava ficar em casa porque estaria no final da gravidez.
Depois de completar sua parte na correspondência, Stone foi a Illinois visitar um irmão. Poucos dias depois de sua chegada, ele morreu de cólera e Stone foi deixada para resolver seus assuntos e acompanhar sua viúva grávida de volta ao leste. Temendo não poder voltar antes de três meses, ela escreveu a Davis pedindo-lhe que se encarregasse de fazer a ligação. O apelo começou a aparecer em setembro, com a data da convenção adiada uma semana e o nome de Stone encabeçando a lista de oitenta e nove signatários: trinta e três de Massachusetts, dez de Rhode Island, dezessete de Nova Iorque, dezoito da Pensilvânia, um de Maryland e nove de Ohio. Enquanto a ligação começou a circular, Stone estava quase morto em uma pousada à beira da estrada. Tendo decidido não permanecer no Vale Wabash, infestado de doenças, ela começou uma viagem de diligência de volta por Indiana com sua cunhada e, em poucos dias, contraiu febre tifóide que a manteve acamada por três semanas. Ela voltou a Massachusetts em outubro, apenas duas semanas antes da convenção.

## 1850 em Worcester
A primeira Convenção Nacional dos Direitos da Mulher reuniu-se em Brinley Hall em Worcester, Massachusetts, de 23 a 24 de outubro de 1850. Cerca de 900 pessoas compareceram à primeira sessão, a maioria homens, com vários jornais relatando mais de mil participantes na tarde do primeiro dia, e mais pessoas foram afastadas do lado de fora. Os delegados vieram de onze estados, incluindo um delegado da Califórnia – um estado com apenas algumas semanas de existência.

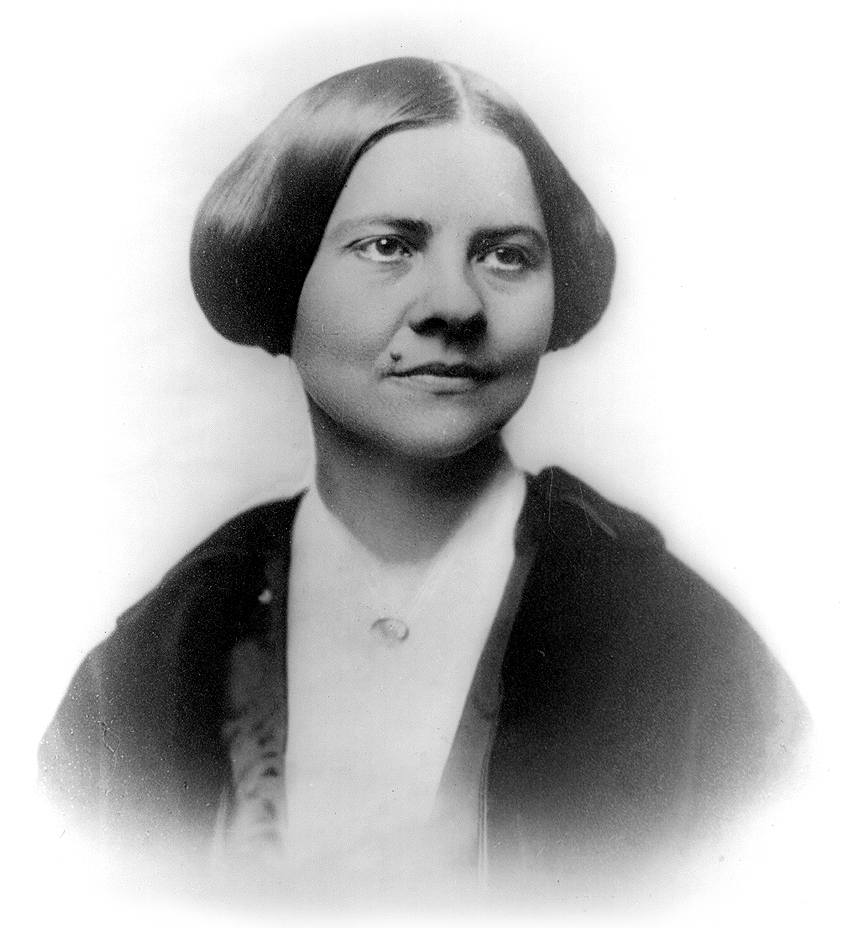
Lucy Stone ajudou a organizar as primeiras oito convenções nacionais, presidiu a sétima e foi secretária do Comitê Central durante a maior parte da década

A reunião foi convocada por Sarah H. Earle, líder das organizações antiescravistas de Worcester. Paulina Wright Davis foi escolhida para presidir e no seu discurso de abertura apelou à "emancipação de uma classe, à redenção de meio mundo e a uma reorganização conforme de todos os interesses e instituições sociais, políticos e industriais".
A primeira resolução do comitê empresarial definiu o objetivo do movimento: "garantir para [a mulher] a igualdade política, legal e social com o homem até que sua esfera própria seja determinada por aquilo que sozinho deveria determiná-la, seus poderes e capacidades, fortalecidos e refinados por uma educação de acordo com a sua natureza”. Outro conjunto de resoluções apresentou a reivindicação das mulheres por direitos civis e políticos iguais e exigiu que a palavra “masculino” fosse eliminada de todas as constituições estaduais. Outros abordaram questões específicas de direitos de propriedade, acesso à educação e oportunidades de emprego, enquanto outros definiram o movimento como um esforço para garantir os “direitos naturais e civis” de todas as mulheres, incluindo as mulheres mantidas em escravatura.
A convenção considerou a melhor forma de se organizar para promover seus objetivos. Ciente da oposição de muitos membros às sociedades organizadas, Wendell Phillips disse que não havia necessidade de uma associação formal ou documento de fundação: convenções anuais e um comitê permanente para organizá-las eram organização suficiente, e as resoluções adotadas nas convenções poderiam servir como uma declaração de princípios. Refletindo os seus princípios igualitários, o comité empresarial nomeou um Comité Central composto por nove mulheres e nove homens. Também nomeou comissões de Educação, Ocupações Industriais, Funções Civis e Políticas e Relações Sociais para recolher e publicar informações úteis para orientar a opinião pública no sentido do estabelecimento da "soberania co-igual da Mulher com o Homem".
Os palestrantes da convenção foram William Lloyd Garrison, William Henry Channing, Wendell Phillips, Harriot Kezia Hunt, Ernestine Rose, Antoinette Brown, Sojourner Truth, Stephen Symonds Foster, Abby Kelley Foster, Abby H. Price, Lucretia Mott e Frederick Douglass. Stone atuou no comitê de negócios e não falou até a noite final. Como nomeada para o comitê de Funções Civis e Políticas, ela instou a assembleia a solicitar às legislaturas estaduais o direito ao sufrágio, o direito das mulheres casadas de possuir propriedades e tantos outros direitos específicos quanto considerassem prático buscar em seus respectivos estados. Em seguida, ela fez um breve discurso, dizendo: "Queremos ser algo mais do que apêndices da sociedade; queremos que a mulher seja igual e ajudante do homem em todos os interesses, perigos e prazeres da vida humana. Queremos que ela alcance o desenvolvimento de sua natureza e feminilidade; queremos que, quando ela morrer, não esteja escrito em sua lápide que ela era a "relíquia" de alguém”.
Susan B. Anthony, que não estava na convenção, disse mais tarde que foi a leitura deste discurso que a converteu à causa dos direitos das mulheres.
Stone pagou para que os anais da convenção fossem impressos em livretos; ela repetiria essa prática após cada uma das próximas seis convenções anuais. Os livretos foram vendidos em suas palestras e em convenções subsequentes como folhetos sobre os direitos da mulher.
O relatório da convenção publicado no New York Tribune for Europe inspirou mulheres em Sheffield, na Inglaterra, a redigir uma petição pelo sufrágio feminino e apresentá-la à Câmara dos Lordes e a Harriet Taylor Mill em 1851 para escrever The Enfranchisement of Women. Harriet Martineau redigiu uma carta a Davis em agosto de 1851 para agradecê-la pelo envio de uma cópia dos procedimentos: "Espero que você esteja ciente do interesse despertado neste país por aquela Convenção, cuja prova mais forte é o aparecimento de um artigo sobre o assunto na Westminster Review (...) Não tenho esperança de que este artigo fortaleça materialmente suas mãos, e tenho certeza de que não poderá deixar de alegrar seus corações."

## 1851 em Worcester
Uma segunda convenção nacional foi realizada de 15 a 16 de outubro de 1851, novamente em Brinley Hall, sob a presidência de Paulina Kellogg Wright Davis. Harriet Kezia Hunt e Antoinette Brown fizeram discursos, enquanto uma carta de Elizabeth Cady Stanton foi lida. Lucretia Mott atuou como dirigente da reunião.

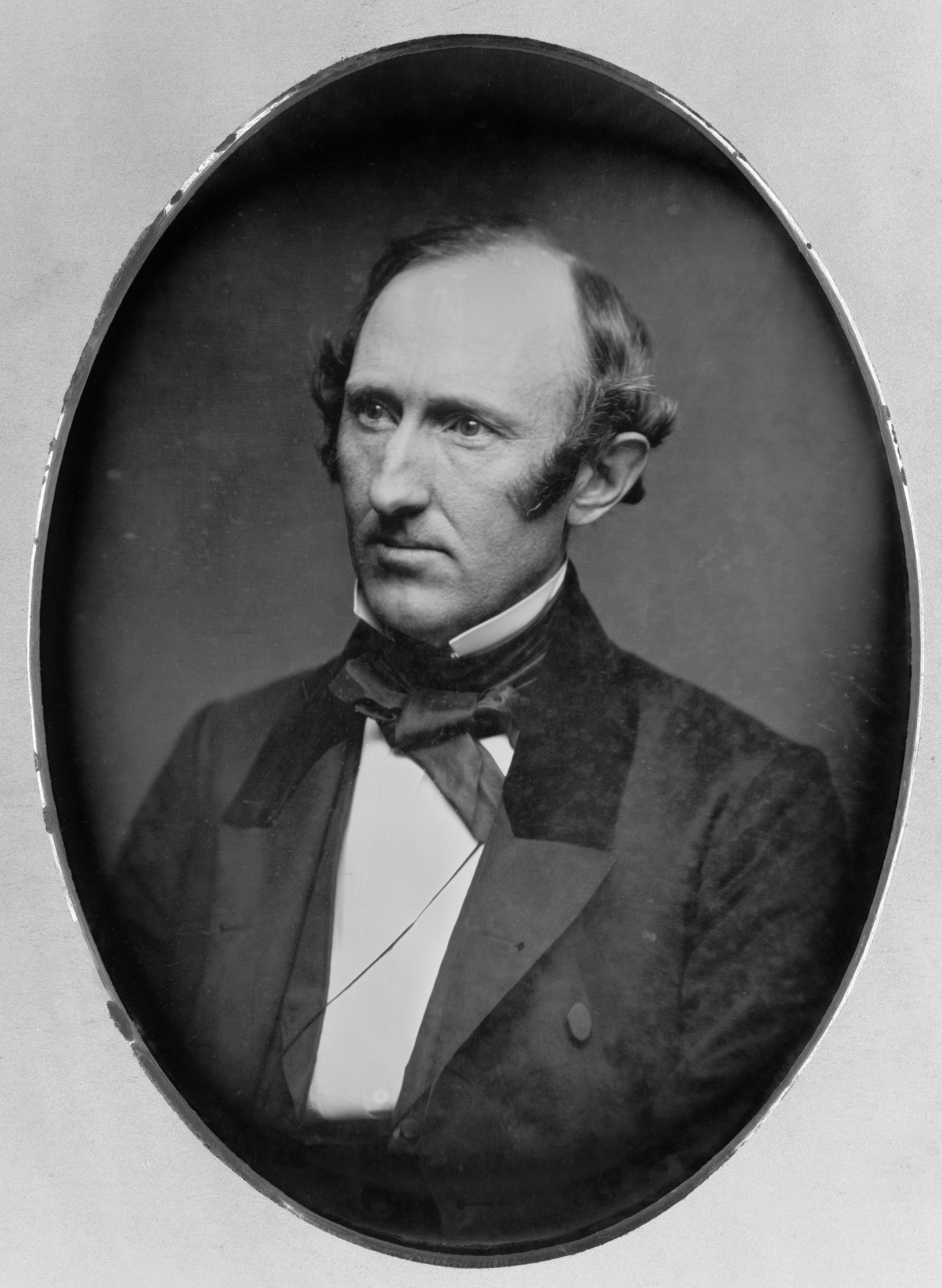
Wendell Phillips falou poderosamente em muitas convenções e foi responsável pelas finanças

Wendell Phillips fez um discurso tão persuasivo que seria vendido como folheto até 1920:
Abram as portas do Congresso; abram os tribunais; abram as portas de suas universidade, e dêem às irmãs da Germaine de Staël e da Harriet Martineau a mesma oportunidade de cultura que os homens têm, e deixar os resultados provarem qual é a sua capacidade e intelecto. Quando uma mulher tem a desfrutar por tantos séculos quanto temos o auxílio de livros, a disciplina da vida e o estímulo da fama, será hora de começar a discussão dessas questões: 'Qual é o intelecto da mulher? É igual ao do homem?'
Elizabeth Oakes Smith, jornalista, autora e membro do círculo literário de Nova Iorque, participou da convenção de 1850 e, em 1851, foi convidada a assumir a plataforma. Posteriormente, ela defendeu a convenção e seus líderes em artigos que escreveu para o New York Tribune.
Abby Kelley Foster deu testemunho da perseguição que sofreu como mulher: "Minha vida tem sido meu discurso. Durante quatorze anos defendi esta causa em minha vida diária. Pés ensanguentados, irmãs, suavizaram o caminho pelo qual vocês têm venha aqui." Abby H. Price falou sobre a prostituição, como fez no ano anterior, argumentando que muitas mulheres caíram na prostituição porque não tiveram as oportunidades de emprego ou educação que os homens tiveram.
Foi lida uma carta de duas feministas francesas presas, Pauline Roland e Jeanne Deroin, dizendo: "Sua corajosa declaração dos Direitos da Mulheres ressoou até em nossa prisão e encheu nossas almas com uma alegria inexprimível."
Ernestine Rose fez um discurso sobre a perda de identidade no casamento que Davis mais tarde caracterizou como "insuperável". Rose disse sobre a mulher que "No casamento, ela perde toda a sua identidade, e diz-se que seu ser se fundiu com o marido. A natureza o fundiu dessa maneira? Ela deixou de existir e de sentir prazer e dor? Quando ela viola as leis do ser dela, o marido paga a pena. Quando ela infringe a lei moral, ele sofre o castigo. Quando satisfaz seus desejos, isso é suficiente para satisfazer a natureza dela? pacto no qual ela assume a alta responsabilidade de esposa e mãe, ela deixa de existir legalmente e se torna um ser puramente submisso. A submissão cega nas mulheres é considerada uma virtude, enquanto a submissão ao mal é em si mesma errada, e a resistência ao mal é virtude igualmente no caso. mulheres como no homem."

## 1852 em Siracusa

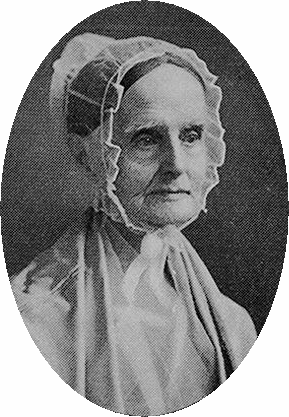
Lucretia Mott foi um guia das convenções e presidiu duas delas

Para a terceira convenção, a prefeitura de Syracuse, Nova Iorque, foi escolhida como local. Como Syracuse estava mais perto de Seneca Falls (dois dias de viagem a cavalo, várias horas de viagem de trem), mais signatários originais da Declaração de Sentimentos puderam comparecer do que as duas convenções anteriores em Massachusetts. Lucretia Mott foi nomeada presidente; a certa altura, ela sentiu necessidade de silenciar um ministro que ofendeu a assembleia ao usar referências bíblicas para manter as mulheres subordinadas aos homens. Uma carta de Elizabeth Cady Stanton foi lida e suas resoluções votadas.
Nas sessões realizadas de 8 a 10 de setembro de 1852, Susan B. Anthony e Matilda Joslyn Gage fizeram seus primeiros discursos públicos sobre os direitos das mulheres. Ernestine Rose falou denunciando deveres sem direitos, dizendo “como uma mulher tem que pagar impostos para manter o governo, ela tem o direito de participar na formação e administração do mesmo”. Antoinette Brown pediu que mais mulheres se tornassem ministras, alegando que a Bíblia não proibia isso. Ernestine Rose levantou-se em resposta, dizendo que a Bíblia não deveria ser usada como autoridade para resolver uma disputa, especialmente porque continha muitas contradições em relação às mulheres. Elizabeth Oakes Smith apelou às mulheres para que tivessem o seu próprio jornal para que pudessem tornar-se independentes da imprensa de propriedade masculina, dizendo: "Deveríamos ter uma literatura própria, uma gráfica e uma editora, e redatores e distribuidores de folhetos, como bem como palestras e convenções; e ainda assim digo isso para uma raça de mendigos, pois as mulheres não têm recursos pecuniários." Antoinette Brown deu uma palestra sobre como a lei masculina nunca pode representar totalmente a mulher. Lucy Stone usava um vestido com calças, muitas vezes chamado de "bloomers", um estilo mais prático que ela adquiriu durante o verão, após conhecer Amelia Bloomer. Ela falou para dizer: "A mulher que primeiro se afasta da rotina em que a sociedade permite que ela se mova deve sofrer. Vamos suportar corajosamente o ridículo e a perseguição por causa do bem que resultará, e quando o mundo vir que podemos realizar o que empreendemos, ele reconhecerá o nosso direito." O Syracuse Weekly Chronicle ficou menos impressionado com seu traje do que com seu discurso eletrizante, publicando "Bem, gostemos ou não, pequena mulher, Deus fez de você uma ORADORA!"
A reverenda Lydia Ann Jenkins, de Genebra, Nova Iorque, falou na convenção e perguntou: "Existe alguma lei que impeça as mulheres de votar neste estado? A Constituição diz que 'cidadãos homens brancos' podem votar, mas não diz que cidadãs brancas não deve." No ano seguinte, Jenkins foi escolhido membro do comitê encarregado de enquadrar a questão do sufrágio perante o Legislativo de Nova Iorque.
Foi apresentada uma moção para formar uma organização nacional para mulheres, mas após animada discussão, nenhum consenso foi alcançado. Elizabeth Smith Miller sugeriu que as mulheres formassem organizações em nível estadual, mas mesmo essa sugestão mais branda encontrou oposição. Paulina Kellogg Wright Davis disse: "Eu odeio organizações (...) elas me limitam." Lucretia Mott concordou, dizendo que "é menos provável que as sementes da dissolução sejam plantadas". Angelina Grimké Weld, Thomas M'Clintock e Wendell Phillips concordaram, com Phillips dizendo "vocês desenvolverão divisões entre vocês". Nenhuma organização nacional seria formada antes da Guerra Civil.

## 1853 em Cleveland
No Melodeon Hall em Cleveland, Ohio, de 6 a 8 de outubro de 1853, William Lloyd Garrison falou para dizer "(...) a Declaração de Independência apresentada em Seneca Falls (...) estava medindo o povo deste país por seus próprios padrão. Era pegar suas próprias palavras e aplicar seus próprios princípios às mulheres, assim como foram aplicados aos homens."

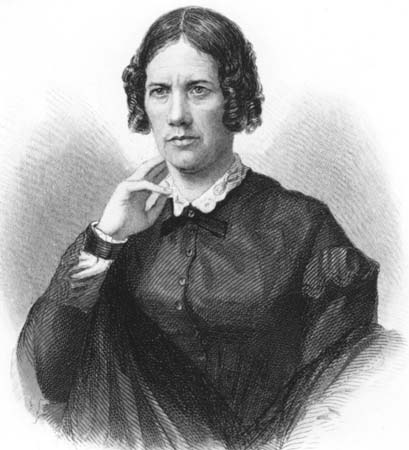
Frances Dana Barker Gage ficou surpresa ao ser escolhida presidente, dizendo "(...) nunca na minha vida participei de uma reunião de negócios regular (...)"

No início do ano, uma Convenção regional dos Direitos da Mulher na cidade de Nova Iorque foi interrompida por homens indisciplinados na plateia, com a maioria dos oradores não sendo ouvidos por causa dos gritos e assobios. Os organizadores da quarta convenção nacional estavam preocupados com a possibilidade de que não ocorresse uma repetição daquela cena de turba. Em Cleveland, levantaram-se objeções a respeito das interpretações da Bíblia, e prosseguiu-se uma discussão ordeira.
Frances Dana Barker Gage atuou como presidente dos 1 500 participantes. Lucretia Mott, Amy Post e Martha Coffin Wright atuaram como oficiais; James Mott atuou no comitê de negócios e Lucretia Mott deu início à reunião.
Numa carta lida em voz alta, William Henry Channing sugeriu que a convenção emitisse a sua própria Declaração dos Direitos da Mulher e petições às legislaturas estaduais buscando o sufrágio feminino, direitos iguais de herança, leis de tutela iguais, divórcio para esposas de alcoólatras, isenções fiscais para mulheres até que fosse dada a direito de voto e direito a julgamento perante um júri composto por mulheres. Lucretia Mott propôs a adoção da Declaração de Sentimentos de Seneca Falls, que foi lida na convenção, debatida e depois encaminhada a um comitê para redigir uma nova declaração. Antoinette Brown, William Lloyd Garrison, Lucretia Mott, Ernestine Rose e Lucy Stone trabalharam para moldar uma nova declaração, e o resultado foi lido no final da reunião, mas nunca foi adotado.
The Plain Dealer publicou um extenso relato da convenção, opinando sobre Ernestine Rose que ela "é o espírito-mestre da Convenção. Ela é descrita como uma senhora polonesa de grande beleza, sendo conhecida neste país como uma sincera defensora da liberdade humana." Depois de comentar sobre o traje de calça usado por Lucy Stone, The Plain Dealer continuou: "A Srta. Stone deve ser considerada uma senhora sem habilidades comuns e com uma energia incomum na busca de uma ideia acalentada. Ela é uma pessoa marcada favorito nas Convenções."

## 1854 na Filadélfia

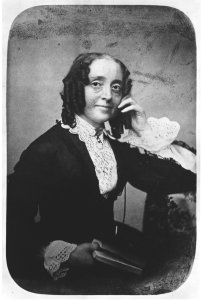
Ernestine Louise Rose discursou em muitas convenções e foi escolhida presidente em 1854

No Sansom Street Hall, na Filadélfia, Pensilvânia, durante três dias, de 18 a 20 de outubro de 1854, Ernestine Rose foi escolhida presidente, apesar de seu ateísmo. Susan B. Anthony a apoiou, dizendo que "todas as religiões – ou nenhuma – deveriam ter direitos iguais na plataforma". Rose falou à reunião, dizendo: "Nossas reivindicações são baseadas naquela grande e imutável verdade, os direitos de toda a humanidade. Pois a mulher não está incluída nessa frase, 'todos os homens são criados (...) iguais'?. (...) Digam-nos, homens da nação (...) se a mulher não está incluída naquela grande Declaração de Independência?" Ela continuou: "Não prometerei como usaremos nossos direitos mais do que o homem prometeu antes de obtê-los, como ele os usaria."
Susan B. Anthony falou para exortar os participantes a fazerem uma petição às legislaturas estaduais por leis que concedam direitos iguais às mulheres. Formou-se uma comissão para publicar folhetos e publicar artigos em jornais nacionais. Mais uma vez, a convenção não conseguiu chegar a acordo sobre uma moção para criar uma organização nacional, resolvendo, em vez disso, continuar o trabalho a nível local com a coordenação fornecida por um comité presidido por Paulina Kellogg Wright Davis.
Henry Grew aproveitou a plataforma do orador para condenar as mulheres que exigiam direitos iguais. Ele descreveu exemplos da Bíblia que atribuíam às mulheres um papel subordinado. Lucretia Mott irritou-se e debateu com ele, dizendo que ele estava usando seletivamente a Bíblia para impor às mulheres um senso de ordem que se originou na mente do homem. Ela disse: "O púlpito foi prostituído, a Bíblia foi mal utilizada (...) Em vez de tomar as verdades da Bíblia como corroboração do que é certo, a prática tem sido virar suas páginas para encontrar exemplos e autoridade para o que é errado (...)" Mott citou passagens da Bíblia que provaram que Grew estava errado. William Lloyd Garrison levantou-se para interromper o debate, dizendo que quase todos os presentes concordavam que todos eram iguais aos olhos de Deus.

## 1855 em Cincinnati

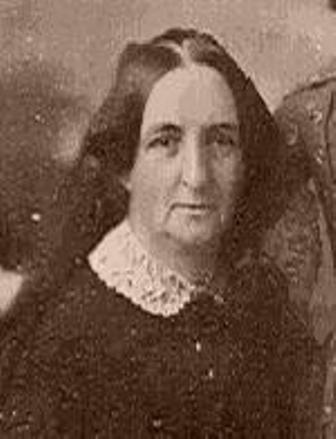
Martha C. Wright atou duas vezes como presidente

No Smith & Nixon's Hall em Cincinnati, Ohio, entre 17 a 18 de outubro de 1855, Martha Coffin Wright presidiu a multidão em pé. Wright, irmã mais nova de Lucretia Mott e membro fundador da primeira Convenção de Seneca Falls, comparou o grande salão repleto de apoiadores com a reunião muito menor de 1848, convocada "na timidez e na dúvida sobre nossa própria força, nossa própria capacidade, nossa próprios poderes".
Antoinette Brown, Ernestine Rose, Josephine Sophia White Griffing e Frances Dana Barker Gage falaram para a multidão, listando para eles as conquistas e o progresso alcançado até agora. Lucy Stone defendeu o direito de cada pessoa estabelecer por si mesma que esfera, doméstica ou pública, deveria atuar. Um questionador interrompeu o processo, chamando as oradoras de "algumas mulheres decepcionadas". Stone respondeu com uma réplica que foi amplamente citada, dizendo que sim, ela era de fato uma "mulher decepcionada". "(...) Na educação, no casamento, na religião, em tudo, a decepção é o destino da mulher. A tarefa da minha vida será aprofundar essa decepção no coração de cada mulher até que ela não se curve mais a ela."

## 1856 em Nova Iorque

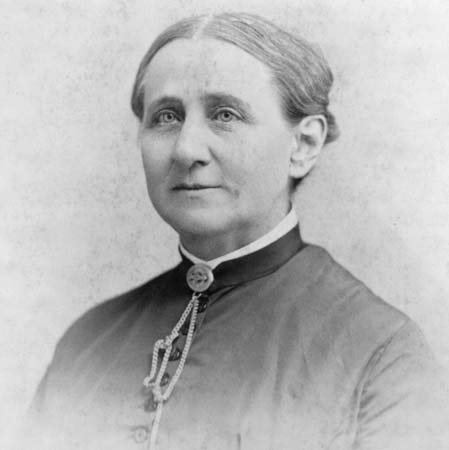
Antoinette Brown Blackwell foi a primeira ministra ordenada nos Estados Unidos

No Tabernáculo da Broadway, na cidade de Nova Iorque, de 25 a 26 de novembro de 1856, Lucy Stone atuou como presidente e relatou à multidão o recente progresso nas leis de direitos de propriedade das mulheres aprovadas em nove estados, bem como a capacidade limitada para viúvas em Kentucky votar nos membros do conselho escolar. Ela notou com satisfação que o novo Partido Republicano estava interessado na participação feminina durante as eleições de 1856. Lucretia Mott encorajou a assembleia a usar os seus novos direitos, dizendo: "Acreditem em mim, irmãs, chegou a hora de vocês aproveitarem todos os caminhos que estão abertos para vocês."
Uma carta foi lida em voz alta de Antoinette Brown Blackwell: "Não seria totalmente apropriado, então, que esta Convenção Nacional exigisse o direito de sufrágio para ela do Legislativo de cada Estado da Nação? Não podemos fazer petições ao Governo Geral sobre este ponto. Permita-me, portanto, respeitosamente sugerir a conveniência de nomear uma comissão, que será instruída a preparar um memorial adaptado às circunstâncias de cada órgão legislativo e exigir de cada um, em nome desta Convenção, o direito de voto eletivo; para a mulher." Uma moção foi aprovada aprovando a sugestão, e Wendell Phillips recomendou que as mulheres de cada estado fossem contatadas e incentivadas a levar a petição memorial aos seus respectivos órgãos legislativos.

## 1858 em Nova Iorque
Para a oitava convenção nacional e subsequentes, as reuniões foram alteradas de várias datas no outono para uma programação mais consistente em meados de maio. 1857 foi ignorado – a próxima reunião foi realizada em 1858. No Mozart Hall, na cidade de Nova Iorque, entre 13 a 14 de maio de 1858, Susan B. Anthony ocupou o cargo de presidente. William Lloyd Garrison falou, dizendo: "Aqueles que inauguraram este movimento são dignos de serem classificados com o exército de mártires (...) nos tempos antigos. Bênçãos para eles! Eles deveriam triunfar, e toda oposição ser removida, que a paz e o amor, justiça e liberdade, possam prevalecer em todo o mundo." Garrison propôs não apenas que as mulheres deveriam servir como autoridades eleitas, mas que o número de legisladoras deveria ser igual ao de homens.
Frederick Douglass subiu ao palco para falar após repetidos apelos do público. Lucy Stone, a reverenda Antoinette Brown Blackwell (agora casada com Samuel Charles Blackwell ), o reverendo Thomas Wentworth Higginson e Lucretia Mott estavam entre os que falaram. Stephen Pearl Andrews surpreendeu a assembleia ao defender o amor livre e abordagens não convencionais ao casamento. Ele sugeriu o controle da natalidade ao insistir que as mulheres deveriam ter o direito de limitar "os cuidados e sofrimentos da maternidade". Eliza Farnham apresentou a sua visão de que as mulheres eram superiores aos homens, um conceito que foi muito debatido. A convenção, marcada por interrupções e turbulências, "foi adiada em meio a grande confusão".

## 1859 em Nova Iorque
Realizada novamente no Mozart Hall, na cidade de Nova Iorque, em 12 de maio de 1859, a nona convenção nacional foi aberta sob a presidência de Lucretia Mott. Caroline Wells Healey Dall leu as resoluções, incluindo uma que deveria ser enviada a todas as legislaturas estaduais, instando aquele órgão a "garantir às mulheres todos os direitos, privilégios e imunidades que, em equidade, pertencem a todos os cidadãos de uma república".
Outra multidão indisciplinada dificultou a audição dos discursos de Antoinette Brown Blackwell, Caroline Dall, Lucretia Mott e Ernestine Rose. Wendell Phillips levantou-se para falar e "segurava aquela multidão zombeteira na palma da mão".

## 1860 em Nova Iorque

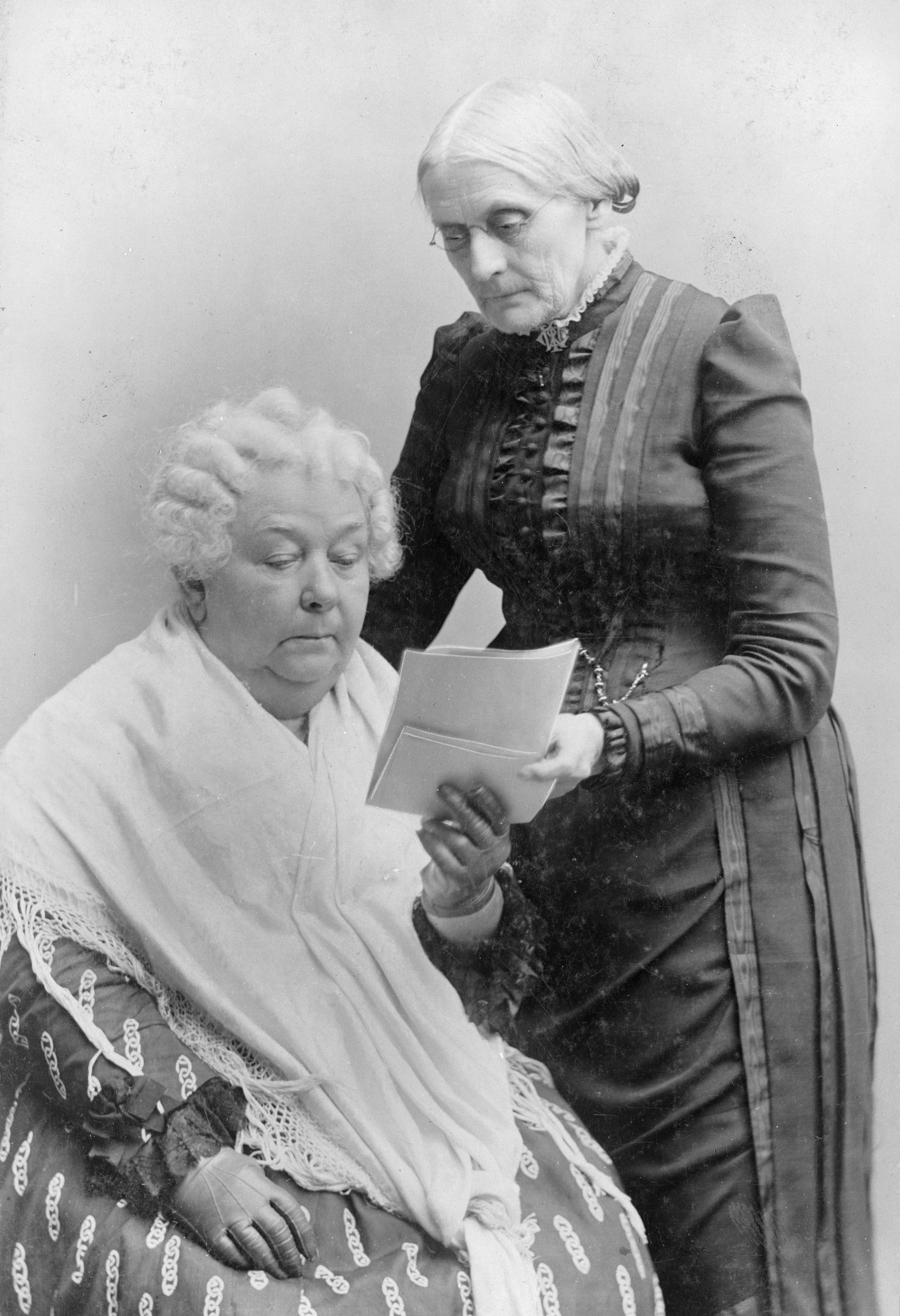
Elizabeth Cady Stanton e Susan B. Anthony ajudaram a criar a primeira organização nacional de mulheres, a Woman's National Loyal League

Na Cooper Union, na cidade de Nova Iorque, entre 10 a 11 de maio de 1860, ocorreu a décima convenção nacional com 600 a 800 participantes foi presidida por Martha Coffin Wright. Foi elogiada uma recente vitória legislativa em Nova Iorque, que deu às mulheres a guarda conjunta dos seus filhos e o uso exclusivo dos seus bens pessoais e salários.
Elizabeth Cady Stanton e Antoinette Brown Blackwell decidiram acrescentar uma resolução pedindo legislação sobre a reforma do casamento; queriam leis que dessem às mulheres o direito de se separarem ou de se divorciarem de um marido que tivesse demonstrado embriaguez, insanidade, deserção ou crueldade. Wendell Phillips argumentou contra a resolução, fragmentando o comitê executivo sobre o assunto. Susan B. Anthony também apoiou a medida, mas ela foi derrotada por votação após um acalorado debate.
Horace Greeley escreveu na Tribune que havia "mil pessoas presentes, sete oitavos delas mulheres, e uma proporção razoável de jovens e bonitos". Greeley, um inimigo da reforma do casamento, continuou contra a resolução proposta por Stanton com um golpe no "divórcio fácil", escrevendo que a palavra 'mulher' deveria ser substituída no título da convenção por "esposas descontentes".

## Guerra Civil Americana e fim da Convenção Nacional Anual
A chegada da Guerra Civil Americana encerrou a Convenção Nacional Anual dos Direitos da Mulher e concentrou o ativismo das mulheres na questão da emancipação dos escravos. A legislatura do estado de Nova Iorque revogou em 1862 grande parte dos ganhos que as mulheres tinham obtido em 1860. Susan B. Anthony estava "doente", mas não conseguiu convencer as mulheres ativistas a realizar outra convenção focada exclusivamente nos direitos das mulheres.
Em 1863, Elizabeth Cady Stanton mudou-se recentemente para a cidade de Nova Iorque para se juntar a Susan B. Anthony para enviar um apelo, através do comitê central feminino presidido por Paulina Kellogg Wright Davis, a todas as "Mulheres Leais da Nação" para se reunirem novamente na convenção em maio. Formando a Liga Nacional Leal da Mulher estavam Stanton, Anthony, Martha Coffin Wright, Amy Post, Antoinette Brown Blackwell, Ernestine Rose, Angelina Grimké Weld e Lucy Stone, entre outros. Eles organizaram a Convenção da Primeira Liga Nacional Leal da Mulher na Igreja dos Puritanos na cidade de Nova Iorque em 14 de maio de 1863, e trabalharam para obter 400 mil assinaturas até 1864 para fazer uma petição ao Congresso dos Estados Unidos para aprovar a Décima Terceira Emenda abolindo a escravidão.

### 1866 em Nova Iorque
Em 10 de maio de 1866, a Décima Primeira Convenção Nacional dos Direitos da Mulher foi realizada na Igreja dos Puritanos em Union Square. Convocada por Stanton e Anthony, a reunião incluiu Ernestine L. Rose, Wendell Phillips, Reverendo John T. Sargent, Reverendo Octavius Brooks Frothingham, Frances D. Gage, Elizabeth Brown Blackwell, Theodore Tilton, Lucretia Mott, Martha C. Wright, Stephen Symonds Foster e Abbey Kelley Foster, Margaret Winchester e Parker Pillsbury, e foi presidido por Stanton.
Um discurso emocionante contra a discriminação racial foi proferido pela ativista afro-americana Frances Ellen Watkins Harper, no qual ela disse: "Vocês, mulheres brancas, falam aqui de direitos. Eu falo de erros. Eu, como mulher de cor, tive neste país uma educação o que me fez sentir como se estivesse na situação de Ismael, minha mão contra todos os homens e a mão de todos contra mim."
Algumas semanas depois, em 31 de maio de 1866, a primeira reunião da American Equal Rights Association foi realizada em Boston.

### 1869 em Washington, D.C.
Um evento que foi relatado como "A Décima Segunda Convenção Nacional Regular dos Direitos da Mulher" foi realizado em 19 de janeiro de 1869. Oradores proeminentes incluíram Lucretia Mott, Elizabeth Cady Stanton, Susan B. Anthony, o senador Samuel Clarke Pomeroy, Parker Pillsbury, John Willis Menard e a doutora Sarah H. Hathaway. A doutora Mary Edwards Walker e uma "Sra. Harman" foram vistas em "trajes masculinos" passando ativamente entre o público e o palco.
Stanton falou acaloradamente com um discurso preparado contra aqueles que estabeleceram "uma aristocracia do sexo neste continente". "Se a servidão, o campesinato e a escravidão destruíram reinos, inundaram continentes com sangue, espalharam repúblicas como poeira ao vento e dilaceraram nossa própria União, que tipo de governo, pensam vocês, estadistas americanos, vocês podem construir, com o mães da raça agachadas aos seus pés (...)?"  Outros discursos foram improvisados, e pouco registro é conhecido deles.